# Deutsche Astrobiologische Gesellschaft
Die Deutsche Astrobiologische Gesellschaft e. V. (DAbG) ist eine gemeinsame wissenschaftliche Dachorganisation von Personen im deutschsprachigen Raum, die im Wissenschaftszweig der Astrobiologie tätig sind. Ihr gehören mehr als 100  Wissenschaftler an, die sich mit astrobiologischer Forschung oder verwandten Disziplinen beschäftigen oder sich unabhängig von ihrem eigenen Forschungsgebiet dafür interessieren.

## Hintergrund
Die Astrobiologie erforscht den Ursprung, die Evolution, das Vorkommen und die Zukunft des Lebens im Universum. Als multidisziplinäre Wissenschaft integriert sie verschiedene Fachgebiete wie Biologie, Chemie, Geologie, Paläontologie, Weltraumforschung, Planetologie, Astronomie und Astrophysik. In zahlreichen Universitäten und außeruniversitären Einrichtungen im deutschsprachigen Raum wird astrobiologische Forschung und Lehre betrieben. Vor diesem Hintergrund wurde die DAbG im Jahre 2016 gegründet und ist seitdem bestrebt, astrobiologisch ausgerichtete Forschungsgruppen zu vernetzen und die internationale Sichtbarkeit der Astrobiologie in Deutschland und darüber hinaus zu erhöhen.

## Ziele und Aktivitäten
Die DAbG fördert den wissenschaftlichen Informationsaustausch und die Zusammenarbeit ihrer Mitglieder mit dem Ziel, die astrobiologische Forschung im deutschsprachigen Raum zu fördern und international zu repräsentieren. Dies wird durch verschiedene Maßnahmen und Aktivitäten erreicht:
- Ein jährlicher Workshop an Universitäten und Instituten im deutschsprachigen Raum, der sich mit astrobiologischer Forschung beschäftigt.
- Arbeitskreistreffen, die sich auf spezifische Teilaspekte der Astrobiologie konzentrieren.
- Die Unterstützung des wissenschaftlichen Nachwuchses durch die Bereitstellung von Reisekostenzuschüssen und reduzierte Mitgliedsbeiträge.
- Die aktive Mitarbeit in anderen nationalen und internationalen Gesellschaften, Gremien und Kommissionen, insbesondere in der European Astrobiology Network Association (EANA).

## Forschungsbereiche und Arbeitskreise
Die wissenschaftlichen Aktivitäten der DAbG-Mitglieder decken ein breites Spektrum der astrobiologischen Forschung ab, das unter anderem Studien in den Bereichen Planetenentstehung, Eismonde, Mars, Habitabilität, präbiotische Chemie und Biosignaturen beinhaltet. Um die Arbeit von Forschungsgruppen, die in verwandten Gebieten tätig sind, besser zu vernetzen und die Öffentlichkeitsarbeit der Gesellschaft zu fokussieren, wurden von der DAbG mehrere Arbeitskreise ins Leben gerufen, die sich in regelmäßigen Abständen treffen:
- Präbiotische Chemie: Der Arbeitskreis beschäftigt sich mit grundlegenden Fragen an der Schnittstelle zwischen Chemie und Biologie, die einem lebenden System vorausgehen.
- Ozeanwelten und Eismonde: Der Arbeitskreis widmet sich der Lebensfreundlichkeit (Habitabilität) und der Suche nach Leben auf den Eismonden von Jupiter und Saturn sowie auf möglichen anderer Ozeanwelten im Sonnensystem und darüber hinaus.
- Physikalische Grundlagen der Astrobiologie: Der Arbeitskreis untersucht die physikalischen Aspekte, welche der biologischen und der nicht-biologischen Evolution gleichermaßen zugrunde liegen.
- Nachwuchswissenschaftlerinnen und Nachwuchswissenschaftler in der DAbG: Der Arbeitskreis bietet eine Plattform für alle in Ausbildung befindlichen Astrobiologinnen und Astrobiologen während des Bachelor- und Masterstudiums und in der Promotionsphase. Ein wichtiges Ziel ist die bessere Vernetzung der in der Astrobiologie tätigen jungen Wissenschaftler und Wissenschaftlerinnen im deutschsprachigen Raum.
- Öffentlichkeitsarbeit: Zu den Aufgaben dieses Arbeitskreises gehört es, die Zusammenarbeit der DAbG mit anderen gemeinnützigen Organisationen, Unternehmen und Privatpersonen zu fördern. Zudem pflegt der Arbeitskreis die Online-Präsenz der DAbG.